# 黃金惡夢
《黃金惡夢》是一部1999年上映的香港動作电影，本片為中港合拍片，本片的演員較特別，連凱飾演日本人，而周文健是演菲律賓人。由盧寶山執導，羅雙漢監製。由莫少聰主演。

## 剧情
在二戰的時侯日本侵略者偷運文物珍寳，藏寶的地圖被分開一半，公安部的古物鋻定員李國文博士被公安局長派往和公安王青，菲律賓將軍華盛頓祖一起尋找在在二戰的時侯日軍埋在菲律賓的中國文物……

## 演員表
| 演員   | 角色     | 粵語配音 | 備註 |
| 莫少聰 | 李國文   | 羅偉傑   | 李博士 公安部的古物鋻定員 王青、華盛頓祖之伙伴兼好友 和王青、華盛頓祖找二戰的時侯侵略者偷運文物珍寳時被分開一半的藏寶地圖之另一半並打算交還給中國 大川正一之天敵 最后雖不能打敗大川正一並拿到二戰的時侯侵略者偷運文物珍寳時被分開一半的藏寶地圖之另一半，並交還給中國      |
| 吳辰君 | 王青     |          | 王隊長 中國公安 李國文、華盛頓祖之伙伴兼好友 和李國文、華盛頓祖找二戰的時侯侵略者偷運文物珍寳時被分開一半的藏寶地圖之另一半 大川正一之天敵 最后打敗大川正一手下並拿到二戰的時侯侵略者偷運文物珍寳時被分開一半的藏寶地圖之另一半，並交還給中國                              |
| 連凱   | 大川正一 | 葉振聲   | 本片終極大反派 日本黑幫人物、劊子手 性格心狠手辣 當年以大川為首的日軍大川條塚之兒子 李國文、王青、華盛頓祖之天敵 被渡邊要求和其手下找到並搶走多年前埋在菲律賓的文物珍寶 為了搶走多年前埋在菲律賓之日本侵略者在中國搶掠了一批文物珍寶，不擇手段 最后為了逃離法律而逃走      |
| 周文健 | 華盛頓祖 | 張炳強   | 阿祖 菲律賓將軍 菲律賓人，但因祖先為華人所以懂得說廣東話 李國文、王青之伙伴兼好友 和李國文、王青找二戰的時侯侵略者偷運文物珍寳時被分開一半的藏寶地圖之另一半 大川正一之天敵 最后打敗渡邊手下並拿到二戰的時侯侵略者偷運文物珍寳時被分開一半的藏寶地圖之另一半，並交還給中國 |
| 黃子揚 | 渡邊手下 | 黃志明   | 本片大反派 殺手 渡邊之手下，后被渡邊吩咐還未找到多年前埋在菲律賓的文物珍寶暫時為大川正一的手下，並在找到文物珍寶后把他殺害 李國文、王青、華盛頓祖之天敵 和大川正義一及其的手下打算找到並搶走多年前埋在菲律賓的文物珍寶 最后被華盛頓祖殺死                                  |
| 龍方   | 大川條塚 |          | 本片前期反派 日軍首領 在第二次世界大戰的時侯為中國侵略者，先偷運文物珍寳，並把那些文物珍寳埋在菲律賓 性格十分兇狠，為了滅口，把那些替自己偷運文物珍寳的勞工逐一殺害 大川正一之父 已去世，只在王子坤的回憶裏及大川正義一家的遺照裏出現                                      |
| 陳龍   | 渡邊     | 陳卓智   | 本片反派 黑幫老大 大川正一之合作伙伴，后反目並追殺其 后把大川正一公司的地位搶奪 吩咐大川正一找出多年前日本侵略者埋在菲律賓的文物珍寳，並要求自己手下還未找到前先為大川正一手下，找到之后把大川正一殺害                                                                     |
| 林華勳 | 王子坤   | 陳旭明   | 王伯伯 工程師 持有日軍埋於菲律賓之寳藏的其中一張地圖 被大川正一抓拿並被其威脅說出日軍埋於菲律賓的文物珍寳之寳藏的另一張地圖 王青之父 后向王青透露為當時大川條塚說殺的替其偷運文物珍寳的勞工之死剩的勞工之一，並向其透露自己手持日軍埋於菲律賓之寳藏的其中一張地圖的位子    |